# نظر علي بلاغي (قشلاق الجنوبي)
نظر علي بلاغي (بالفارسية: نظرعلی‌بلاغی) هي قرية تقع في إيران في أردبيل. يقدر عدد سكانها بـ 214 نسمة بحسب إحصاء 2016.